# Wiktor Jurkowski
Wiktor Iwanowycz Jurkowski (ukr. Віктор Іванович Юрковський, ros. Виктор Иванович Юрковский, Wiktor Iwanowicz Jurkowski; ur. 21 października 1954 we wsi Nasypne koło Teodozji, Ukraińska SRR, zm. 1 października 1995 w Symferopolu) – ukraiński piłkarz, grający na pozycji bramkarza.

## Kariera piłkarska

### Kariera klubowa
Karierę piłkarską rozpoczął w Tawrii Symferopol w 1974. W 1977 został zaproszony do Dynama Kijów, w którym występował trzy sezony. W 1980 roku powrócił do Tawrii Symferopol. W 1983 roku zdecydował się ukończyć piłkarską karierę.

## Inne
Po zakończeniu kariery piłkarskiej w latach 1984–1993 pracował na stanowisku nauczyciela wychowania fizycznego oraz dyrektory szkoły w Bachczysaraju. 1 października 1995 zginął w wypadku samochodowym w Symferopolu. Po jego śmierci organizowane są turnieje piłkarskie imienia Wiktora Jurkowskiego.

## Sukcesy i odznaczenia
- Mistrz ZSRR (1x):

1977
- Wicemistrz ZSRR (1x):

1978
- Brązowy medalista Mistrzostw ZSRR (1x):

1979
- Nagrodzony tytułem Mistrz Sportu ZSRR (1977).